# Сирвент, Алекс
Алекс Сирвент (исп. Alejandro Mariano Sirvent Barton, mas conocido como Alex Sirvent) (18 октября 1979, Мехико, Мексика) — мексиканский актёр театра и кино, композитор, певец и продюсер.

## Биография
Родился 18 октября 1979 года в Мехико. Является старшим братом Пати Сирвент, основательницы группы Jeans. Карьеру начал в возрасте 12 лет, когда он вступил в музыкальную группу La Onda Vaselina, позже выступал в музыкальной группе Mercurio в качестве композитора. После этого он решил стать актёром и отказался от пения в группах в пользу сольного пения. Поступил в CEA и в 2004 году он его окончил и в этом же году дебютировал в мексиканском кинематографе и к этому моменту он снялся в 27 работах в кино и телесериалах.

## Личная жизнь
Алекс Сирвент состоит в браке с актрисой Хименой Эррера.

## Фильмография

### Избранные телесериалы

#### В качестве актёра
- 2005 — Наперекор судьбе — Чема.
- 2007 — Лола: Давным-давно — Валентин Агирре.

#### В качестве композитора
- 2016 — Трижды Ана

## Театральные работы
- 2009 — Наёмный убийца